# 松山三四六 NUTS5
「松山三四六 NUTS5」（まつやまさんしろう ナッツファイブ）はエフエムナックファイブで放送されていた音楽番組。パーソナリティは松山三四六。後継番組の「松山三四六 NUTS23」( - ナッツツースリー)、「松山三四六 NUTS BAR」( - ナッツバー) についてもここに記述する。

## 番組概要
- 昭和の名曲を松山が自らセレクトして放送する番組。
- シリーズ第1期の「NUTS5」第2期の「NUTS23」は、リスナーから届いたはがきやメールをもとに昭和の名曲や松山の楽曲を流す「メッセージコーナー」、埼玉県内のバーを舞台に、松山扮する常連客と平成生まれの女性客、外国人バーテンダーとの昭和の話題を中心としたやりとりと、それにちなんだ楽曲で進行される「シチュエーションコーナー」、リスナーへの「プレゼントコーナー」で構成される。
- シリーズ第3期の「NUTS Bar」では、放送時間が30分に短縮されたことに伴って、番組そのものがシチュエーションコーナーの世界観で展開されるようになり、登場人物たちのやりとりの合間にリスナーのメールやリクエスト曲を紹介する形式になった。
- 2018年12月15日（16日未明）の放送で番組終了が発表され、29日（30日未明）を以って終了。6年9ヶ月続いたNACK5における松山の番組は消滅することとなった。

## コーナー

### メッセージコーナー
- 松山がリスナーから届いたはがきやメールをもとに、それにちなんだ昭和の名曲を中心とした楽曲を流すコーナー。
- 松山やその関係者の楽曲を流すパート以外は、原則としてリクエストを受け付けないことになっているが「リクエスト番組でないことは重々承知しておりますが…」という枕詞とともにリクエストされるのが常である。
- 昭和の名曲パートは基本的に3曲で締めるが、4曲以上かけることもあり、その場合は次のコーナーでかける曲数が削減される。

### シチュエーションコーナー
コーナーの登場人物
三四六
松山扮するこのコーナーの主人公。シピンが経営するバーの常連客。
まどか
平成生まれの女性客。
美術大学出身の経歴を活かし、「美術企画」と称して「キャラクター似顔絵対決」を何度か行っている。
2015年頃からは、三四六が散財した昭和コスプレ衣装を着用させられることが増えていった。
シピン
バーの店主でバーテンダー。外国人らしいが国籍は不明（いつも三四六が聞き逃してしまう）。
昭和の話では三四六側につくが、彼が暴走するとまどかと一緒に突っ込みを入れる。
コーナーの設定と流れ
- 「埼玉県のとある坂の途中にある、昭和の名曲ばかり流す酒場」にリスナーを誘い込む、松山のナレーションから始まる。
- 三四六（彼が登場しない場合はゲストの時もある）をメインに、平成生まれのまどか（不在時はセナなどの代打）、店主・シピンの3人で昭和の話を繰り広げる（ほぼ毎回、トークのテーマがある）。
- 大抵、三四六がテーマトークにつながるリクエストをし、シピンがそれに応えて昭和の名曲をかける。その反面、まどかがリクエストする曲は新しいものばかりなので、ほとんどかからない（まどかに欲求不満で逃げられるのを回避するため、まれにかけることもある）。
- バーは小さな店で、座席は5人分しかないらしく、(ナレーター役の) 松山、三四六、まどか、ゲスト（まれに呼ばれる）、リスナーで埋まってしまう。
- 店の軽食メニューはナッツぐらいだが、基本的に店への食べ物の持ち込みは禁止。それを破ったまどかは持ち込み料金を請求されたことがある。
- バーは当初、所沢市にあったとされるが、店主の事情からかさいたま市浦和に移転した（「松山三四六 NUTS23」に改題後は、再び川越市に移転）。いずれも坂のあたりにある。

シリーズ第3期「松山三四六 NUTS Bar」へのリニューアル後
- 「NUTS23」の最終回ではシピンが川越店の閉店を宣言し、シチュエーションコーナーの打ち切りが示唆されたが、実際は「NUTS Bar」へのリニューアルに伴う移転・新装開業というオチであった。新たな店は面積が拡張されたが、熊谷駅から28分という不便な立地となった。
- 前述の通り、「NUTS Bar」では番組全編がバーを舞台に展開される。リスナーからのリクエストも正式に解禁され、昭和の名曲が3曲ほどと、松山の楽曲が1曲流れる。
- まどかは「NUTS Bar」にも引き続き常連客として登場するが、営業 (放送) 時間が遅くなったため、3曲目が流れる前に家族や友人などの迎えが来て帰ってしまう。

### プレゼントコーナー
- 「メッセージコーナー」にはがき・メールを送ったリスナーに抽選でプレゼントを贈る。住所、本名を書くのがルール。